# Долга Вас
Долга Вас (словен. Dolga vas) — поселення в общині Кочев'є, регіон Південно-Східна Словенія, Словенія. Висота над рівнем моря: 460,3 м.